# Innkreis Autobahn
Die Innkreis Autobahn A8 ist eine Autobahn in Oberösterreich und Teil der Europastraßen E56 und E552. Sie beginnt am Knoten Voralpenkreuz von der West Autobahn A1 und der Pyhrn Autobahn A9 ausgehend und führt auf einer Länge von ca. 76,2 Kilometern über Wels (A25) durch den Innkreis bis zur Staatsgrenze bei Suben, wo sie an die deutsche Bundesautobahn 3 Richtung Passau anschließt. Sie ist eine der wichtigsten Ost-West-Transitrouten für den Autoverkehr durch Österreich.

## Geschichte
Die Strecke von Wels-West bis Suben wurde bereits in den 1980er-Jahren fertiggestellt. Die letzten 11 Kilometer vom Knoten Voralpenkreuz nach Wels-West (die Welser Westspange) wurden 2003 eröffnet, nachdem es wegen ökologischer Bedenken jahrelange Bauverzögerungen gegeben hatte.
Die Eröffnungsjahre im Einzelnen:
| Eröffnung  | Streckenabschnitt                                      | Länge     |
| ---------- | ------------------------------------------------------ | --------- |
| 27.08.1982 | ASt Pichl - Knoten Wels                                | 4,338 km  |
| 30.06.1983 | ASt Suben - Staatsgrenze Suben                         | 2,232 km  |
| 21.11.1985 | Knoten Ried im Innkreis - ASt Suben                    | 20,533 km |
| 21.11.1985 | Knoten Ried im Innkreis - ASt Walchshausen             | 1,410 km  |
| 30.06.1987 | ASt Wels West - Knoten Wels                            | 3,942 km  |
| 29.10.1987 | ASt Pichl-Bad Schallerbach - ASt Meggenhofen-Gallspach | 10,961 km |
| 21.11.1988 | ASt Meggenhofen-Gallspach - ASt Haag                   | 11,946 km |
| 20.06.1990 | ASt Haag - Knoten Ried im Innkreis                     | 10,902 km |
| 24.08.2003 | ASt Wels West - Knoten Voralpenkreuz                   | 11,178 km |

Zwischen 2008 und 2017 wurde in jenen Abschnitten der Autobahn, welche ursprünglich günstiger hergestellt wurden, die Fahrbahnen und Pannenstreifen verbreitert.
Der Autobahnknoten Wels weist eine TOTSO-Verkehrsführung auf. Um von Passau kommend Richtung Voralpenkreuz weiterzufahren, muss man die Hauptfahrbahn verlassen, da die A 8 hier direkt in die A 25 mündet.

## Streckenverlauf
Die Innkreisautobahn senkt sich vom Voralpenkreuz leicht ins Aiterbachtal hinab, dem sie an der Westflanke teils als Unterflurtrasse bis ins Trauntal (Querung in der Stadt Wels im Rahmen einer Einhausung) folgt. Westlich an Wels in der Welser Heide vorbei, erklimmt nach dem Knoten Wels das Betonband den Anstieg ins Innviertler Hügelland und erreicht bei Pichl das Innbachtal, das es östlich von Meggenhofen wieder verlässt. Bei Weibern wird das Trattnachtal gequert und westlich von Haag vom Hausruck herabfließende kleine Gewässer gekreuzt. Pram- und Osternachtal werden erreicht und Letzterer bis Ort im Innkreis gefolgt. Ab Ort geht es die Antiesen entlang bis zum Inn, der bei Suben Richtung Deutschland überbrückt wird.

## Autobahnknoten bei Ried im Innkreis
Die Anschlussstelle Ried im Innkreis ist als Autobahnknoten konzipiert. Es handelt sich dabei um eine Vorleistung für eine nicht realisierte Planung einer Schnellstraße von München über Simbach und Braunau nach Ried, die auf österreichischer Seite als Innviertler Schnellstraße (S9) geführt werden sollte. Die auf deutscher Seite als Bundesautobahn 94 betitelte Strecke ist bis heute nicht vollständig fertiggestellt. Zwischenzeitlich entschied sich Österreich dazu, die Region nicht durch Transitverkehr zu belasten, wodurch die ursprüngliche Planung letztlich aufgegeben wurde. Die Autobahn hätte die Fahrzeit zwischen Wien und München im Vergleich zur Strecke über Salzburg um etwa 15 Minuten reduziert. Neuere Planungen auf deutscher Seite sehen vor, die A 94 kurz vor der österreichischen Grenze bei Pocking an die Bundesautobahn 3 anzubinden.